# Wolfgang Hundhammer
Wolfgang Hundhammer (* 13. Juni 1929 in München) ist ein deutscher international tätiger und renommierter Szenenbildner und Filmarchitekt.

## Leben
Der zweitälteste Sohn von Alois Hundhammer ist gelernter Bildhauer. Über eine Assistenz am Bayerischen Staatstheater kam er zur Bühnengestaltung und ist seit 1953 als Bühnen- und Szenenbildner für Theater und Film tätig. Außerdem wirkte er an über 200 Fernsehproduktionen (Fernsehspiele, Filme, Opern, Operetten, Ballette, Shows, Reihen, Serien u. a.) mit. 
Hundhammer ist verheiratet, hat einen Sohn Wolfram und lebt in München.
Wolfgang Hundhammer wurde im Juni 2004 mit dem Filmpreis der Landeshauptstadt München ausgezeichnet. Der mit 10 000 Euro dotierte Preis wird für langjährige Verdienste
um die Filmkultur und Münchens Ruf als Filmstadt verliehen. Hundhammer habe mit seiner Kreativität seit mehr als 40 Jahren in vielen deutschen wie internationalen Filmen zu deren Stil und Milieu, Atmosphäre und Charakter einen sichtbaren Beitrag geleistet, so die Jury.

## Filmografie (Auswahl)
- 1963: Der Arzt am Scheidewege
- 1966: Mord und Totschlag
- 1969–1972: Königlich Bayerisches Amtsgericht (Fernsehserie)
- 1973: Die merkwürdige Lebensgeschichte des Friedrich Freiherrn von der Trenck (Sechsteiler)
- 1974: Die unfreiwilligen Reisen des Moritz August Benjowski (Vierteiler)
- 1975: Des Christoffel von Grimmelshausen abenteuerlicher Simplizissimus (Vierteiler)
- 1976: Der Winter, der ein Sommer war (Dreiteiler)
- 1977: Tatort: Schüsse in der Schonzeit
- 1977: Tatort: Feuerzauber
- 1979: Die rote Zora und ihre Bande (Serie)
- 1979: Tatort: Ende der Vorstellung
- 1982: Tatort: Der unsichtbare Gegner
- 1982: Tatort: Tod auf dem Rastplatz
- 1984: Patrik Pacard (Sechsteiler)
- 1988: Anna – Der Film
- 1989: Dr. M
- 1989:	Georg Elser – Einer aus Deutschland
- 1988: Herbstmilch
- 1990: Rama dama
- 1992: Stalingrad
- 1995: Mutters Courage